# Canapi
Canapi é um município do estado de Alagoas, no Brasil. Sua população em 2010 era de 17 250 habitantes.

## Etimologia
"Canapi" é oriundo do termo da língua geral canabi, que designa o arbusto conabi (Phyllanthus conami).

## História
Antes fazenda de Cipriano Gomes da Silva, a localidade tinha o nome de "Cavalo Morto", por conta de terem achado um cavalo morto enterrado e intacto naquela região. No final dos anos 1940, o engenheiro Luis Bastos, do Departamento Nacional de Obras Contra as Secas, chegou ao local para construir uma ponte, pois a rodovia BR-316 iria passar por ali, cruzando o rio Canapi. Os trabalhadores da construção ali fizeram suas casas, e alguns não deixaram mais o lugar, que já tinha ganhado o nome de Canapi Velho. Sua primeira obra de alvenaria foi o Hotel Alvorada. Canapi tornou-se município em 1962. Onde era o casarão da Fazenda, hoje está situada a prefeitura. A rua principal da cidade leva o nome de Joaquim Tetê, considerado um dos pioneiros da povoação.
É a cidade natal da ex-primeira-dama Rosane Collor.